# Steinheuterode
Steinheuterode ist ein Ortsteil der Landgemeinde Uder im thüringischen Landkreis Eichsfeld. Sie ist ungefähr 30 km von der Universitätsstadt Göttingen entfernt. Im näheren Umkreis des Ortes (15–70 km) befinden sich auch die verschiedenen Mittelpunkte Deutschlands (je nach Berechnungsmethode).

## Geografie

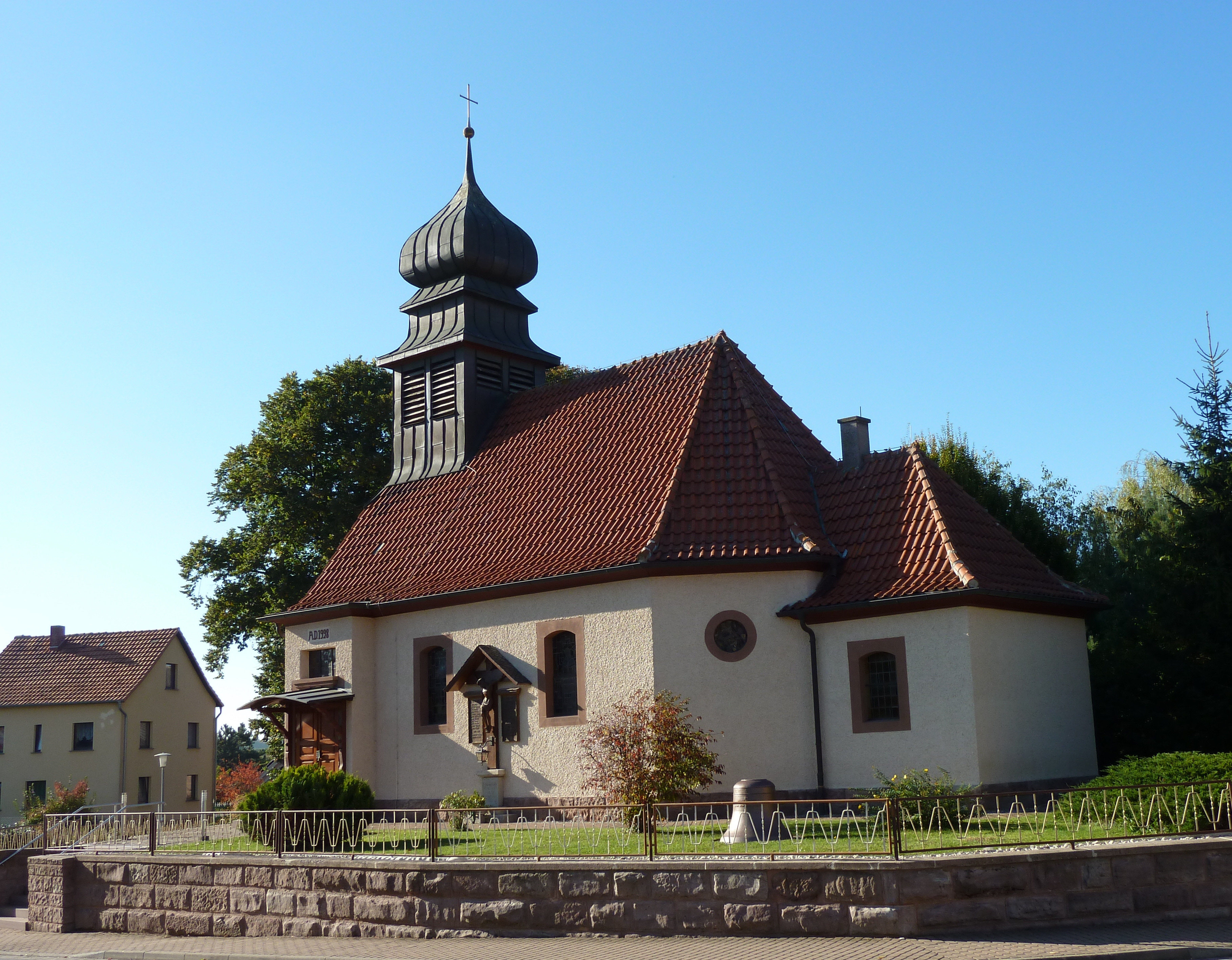
Dorfkirche

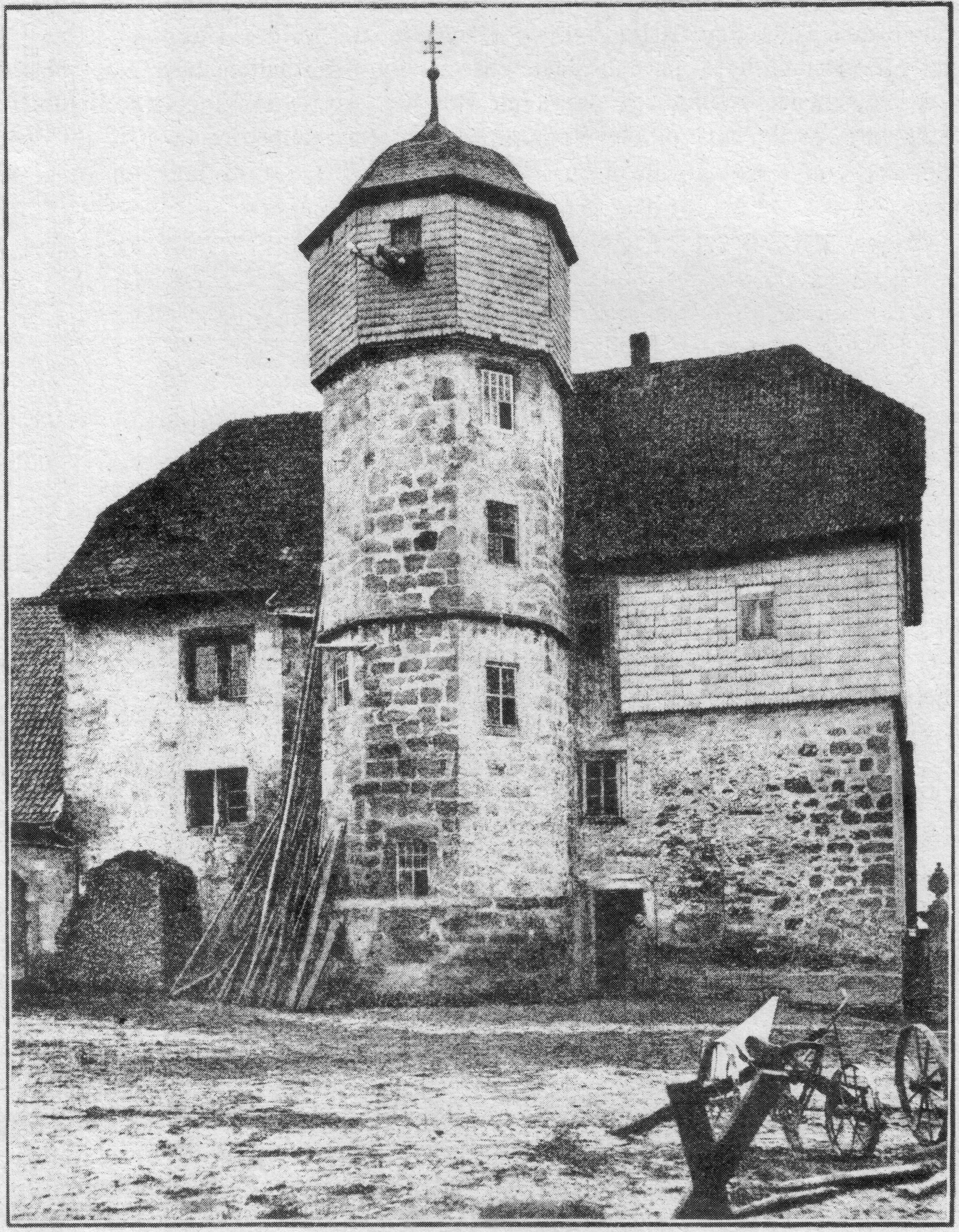
Herrenhaus des Ritterguts, abgerissen

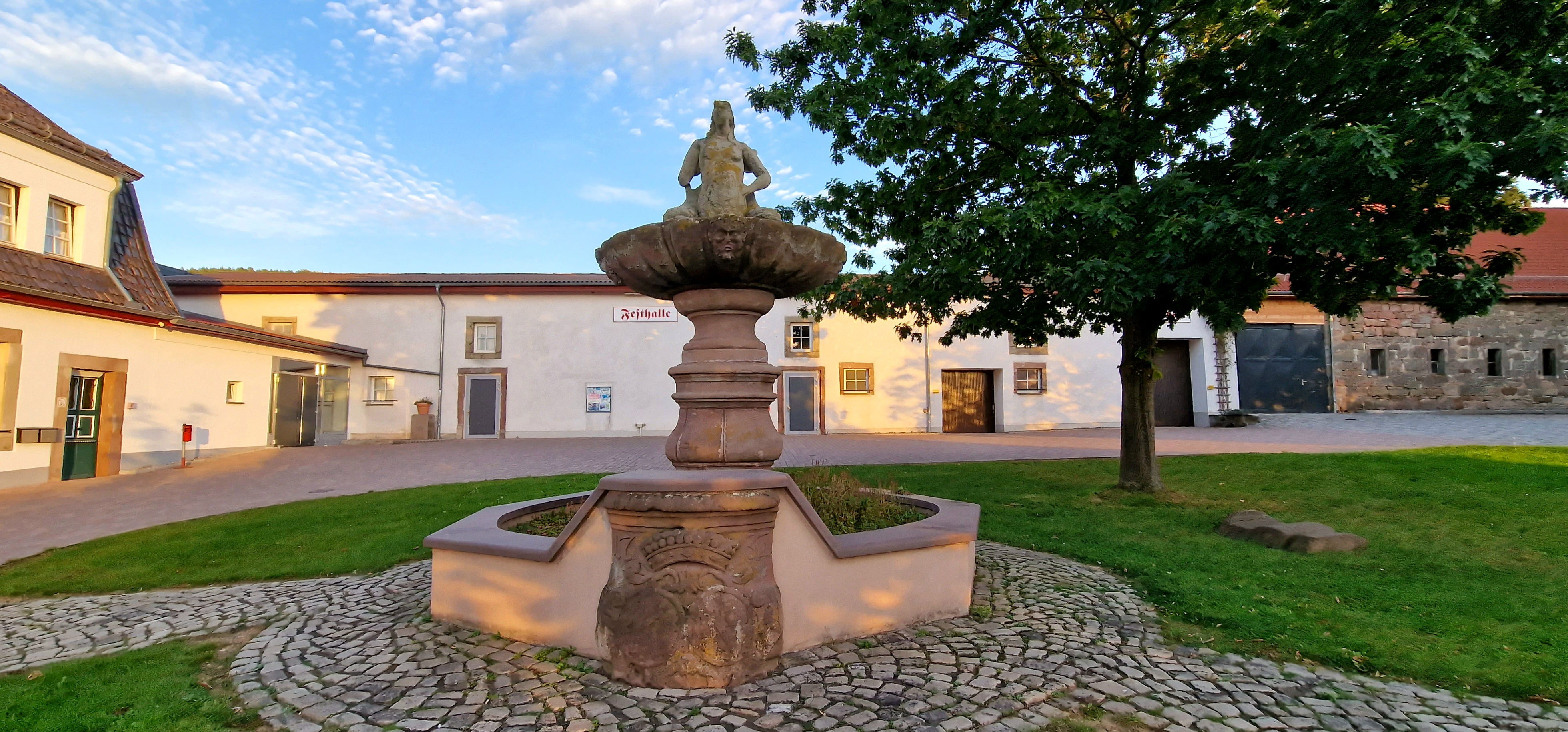
Springbrunnen "Regine" auf dem Gutshof

Am Fuße des Steinbergs, auf 316 m Höhe, liegt in einem Tal der von Wald umgebene Ort Steinheuterode.
Die Häuser sind um die St.-Alban-Kirche und um das ehemalige Rittergut, das nun als Dorfgemeinschaftshaus genutzt wird, angeordnet.

## Geschichte
Die erste urkundliche Erwähnung des Ortes geht auf das Jahr 1228 zurück, in dem der Ort als „Hauwerterode“ erwähnt wurde. Zur Unterscheidung vom Eichsfeldort Wüstheuterode erhielt der Ort 1619 den Beinamen „Stein“. Das Rittergut wurde im Jahr 1575 erbaut. 1732 wurde auf dem Hof des Rittergutes der Springbrunnen „Regine“ errichtet. Landesherr war bis 1802 Kurmainz, 1802 bis 1945 mit einer kurzen Unterbrechung durch das Königreich Westphalen Preußen. 1945 bis 1949 war der Ort Teil der sowjetischen Besatzungszone und ab 1949 Teil der DDR. Von 1961 bis zur Wende und Wiedervereinigung 1989/1990 wurde Steinheuterode von der Sperrung der nahen innerdeutschen Grenze beeinträchtigt. Seit 1990 gehört der Ort zum wieder gegründeten Bundesland Thüringen und seit 1994 zum Landkreis Eichsfeld. Seit dem 1. Februar 1992 gehörte die Gemeinde Steinheuterode der Verwaltungsgemeinschaft Uder an. Mit Auflösung dieser am 1. Januar 2024 wurde Steinheuterode ein Ortsteil der neugebildeten Landgemeinde Uder.

### Wappen
Blasonierung: „In Blau einen goldenen Berg, darin ein schwarzer Baumstumpf, daraus wachsend einen silbernen, golden bewehrten Ziegenbock, rechts oben begleitet von einem goldenen Eichenblatt.“
Das Wappen zeigt zentral einen Ziegenbock, der auf den Spitznamen der Einwohner Steintreeder Zeggenböcke anspielt. solche Spitznamen sind für Orte im Eichsfeld weit verbreitet.
Das goldene Eichenblatt verweist auf die Lage des Ortes im Eichsfeld. Die Gründung des Dorfes als Rodesiedlung wird durch den Baumstumpf im Vordergrund symbolisiert. Der Lage des Ortes am Steinberg wird durch den Berg im Schildfuß Rechnung getragen.

### Einwohnerentwicklung
Entwicklung der Einwohnerzahl (31. Dezember):
| - 1994: 239 - 1995: 250 - 1996: 265 - 1997: 281 - 1998: 288 - 1999: 301 | - 2000: 299 - 2001: 308 - 2002: 299 - 2003: 296 - 2004: 286 - 2005: 290 | - 2006: 281 - 2007: 274 - 2008: 261 - 2009: 263 - 2010: 256 - 2011: 250 | - 2012: 250 - 2013: 251 - 2014: 256 - 2015: 262 - 2016: 267 - 2017: 273 | - 2018: 279 - 2019: 282 - 2020: 291 - 2021: 300 - 2022: 293 |

Datenquelle: Thüringer Landesamt für Statistik

## Politik

### Ehemaliger Gemeinderat
Der Gemeinderat von Steinheuterode setzte sich aus sechs Gemeinderatsmitgliedern zusammen.
- CDU: 4 Sitze
- FW Steinheuterode: 2 Sitze

(Stand: Kommunalwahl am 5. Mai 2014)

### Ehemalige Bürgermeister
Die ehrenamtliche Bürgermeisterin Rita Spies wurde am 5. Juni 2016 gewählt.
Von 1999 bis 2016 war Bernd Rosenstock (CDU) der Bürgermeister.

## Wirtschaft und Infrastruktur

### Wasser und Abwasser
Die Trinkwasserver- und Abwasserentsorgung wurde auf den Zweckverband Wasserversorgung und Abwasserentsorgung Obereichsfeld übertragen.